# Imperatrica Ekaterina Velikaja
L'Imperatrica Ekaterina Velikaja (in russo Императрица Екатерина Великая) fu una corazzata della Voenno Morskoj Flot Rossijskoj Imperii russa, seconda unità della classe Imperatrica Marija; varata nel giugno del 1914 con il nome di Ekaterina II, cambiò nominativo prima della sua entrata in servizio nell'ottobre del 1915, prendendo poi parte alla prima guerra mondiale inquadrata nella Flotta del Mar Nero. Dopo la rivoluzione di febbraio del 1917 la nave cambiò nome in Svobodnaja Rossiia, finendo poi per essere autoaffondata dagli stessi russi il 18 giugno 1918 nel porto di Novorossijsk per evitare che cadesse nelle mani dei tedeschi.

## Storia
Impostata nei cantieri navali di Nikolaev il 30 ottobre 1911 insieme alle sue due gemelle, la sua costruzione fu ritardata da alcune modifiche al progetto originale, che portarono ad un lieve aumento del dislocamento e della larghezza dello scafo; la nave fu varata il 19 ottobre 1913 con il nome di Ekaterina II, nominativo poi cambiato il 27 giugno 1915 in Imperatrica Ekaterina Velikaja ("Imperatrice Caterina la Grande"), in entrambi i casi sempre in onore della zarina Caterina II di Russia. La nave entrò in servizio con la Flotta del Mar Nero il 18 ottobre 1915; il 5 gennaio 1916, durante una sua uscita in mare, la nave rischiò l'affondamento quando il cacciatorpediniere russo Bystry la scambiò per un'unità nemica, lanciandole contro sette siluri nessuno dei quali colpì il bersaglio.
L'8 gennaio seguente la Ekaterina ebbe un breve incontro con l'incrociatore da battaglia tedesco SMS Goeben (in forza alla marina ottomana con il nome di Yavuz) al largo delle coste della Crimea: le due unità si scambiarono alcune salve di artiglieria dalla distanza di 20 chilometri senza colpirsi, prima che la Yavuz decidesse di rompere il contatto e fuggire grazie alla sua maggiore velocità; il 4 luglio seguente la Ekaterina e la sua gemella Imperatrica Marija presero il mare in un nuovo tentativo di agganciare la Yavuz, reduce da un bombardamento del porto russo di Tuapse, ma in questo caso l'intercettazione non ebbe luogo. Il 29 aprile 1917, con l'istituzione di un governo repubblicano al posto della monarchia degli zar, la Ekaterina fu rinominata Svobodnaja Rossiia ("Russia Libera"); il 23 giugno seguente la corazzata intercettò l'incrociatore leggero ottomano Midilli (l'ex tedesco SMS Breslau) mentre si accingeva ad attaccare una stazione radio russa sull'Isola dei Serpenti: la nave russa riuscì ad inquadrare il bersaglio, ma il piccolo incrociatore riuscì a sottrarsi al tiro ed a fuggire coperto da una cortina di nebbia artificiale.
Come il resto della Flotta del Mar Nero, la corazzata non vide più alcuna azione di rilievo fino alla conclusione delle ostilità; il 3 marzo 1918 la Russia del nuovo governo bolscevico si ritirò dal conflitto con la firma del trattato di Brest-Litovsk, cedendo l'Ucraina ed altri territori alla Germania: precedendo l'occupazione tedesca della città, il 30 aprile 1918 la Svobodnaja Rossiia e la gemella Volia lasciarono il porto di Sebastopoli per non cadere in mani nemiche, rifugiandosi a Novorossijsk. Davanti all'ingiunzione tedesca di consegnare la nave, il 19 giugno 1918 il governo bolscevico diede ordine di autoaffondarla: evacuato l'equipaggio, il cacciatorpediniere Kerč' le lanciò contro quattro siluri, provocando una grande esplosione che fece capovolgere ed affondare la nave in quattro minuti. Non venne fatto nessun tentativo di recuperare lo scafo, ma alcuni interventi negli anni trenta portarono al recupero di parte dell'apparato motore e delle caldaie, prima che tali azioni cessassero a causa del pericolo delle munizioni inesplose ancora contenute all'interno della nave.